# Lina myr
Lina myr war ein Moor auf der schwedischen Insel Gotland. Es war Gotlands letztes großes Moor und wurde bei 1947 begonnenen Wasserspiegelsenkungen trockengelegt.
Das Gebiet liegt in der nördlichen Hälfte von Gotland ungefähr zehn Kilometer entfernt von der Westküste.
Die Größe des Moorgebiets in der ersten Hälfte des 20. Jahrhunderts wurde auf 900 – 920 Hektar geschätzt. Der Südteil lag 13,1 m ö.h. hoch, der Nordteil 10,6 m ö.h.
Das Gebiet war fast rechteckig und ruhte auf einem Kalksteinuntergrund.
Das Moor enthielt zwei größere Wasseransammlungen: Lina träsk (auch Flatmen genannt) und Råby träsk, die zusammen etwa 50 Hektar groß waren.
Die beiden Seen wurden durch den durchlaufenden Bach Hörsneån verbunden, der ab seinem Abfluss aus dem Moor bei Nybro Gothemsån genannt wurde.
Er ist Gotlands größter Fluss und mündet bei Åminne ungefähr zehn Kilometer südlich von Slite ins Meer.
Der Zufluss zum Lina myr kam vor allem aus dem Mündungsgebiet des Bachs Källungeån im Westen und von dem Bach Landån im Süden.
Das Wasser wurde dem Gebiet zum größten Teil als Schmelzwasser im Frühjahr zugeführt, die Niederschläge auf Gotland sind gering.
Das Gebiet bestand hauptsächlich aus Niedermoor und Sumpf.  Der zentrale Bereich wies eine üppige Vegetation aus Schilf auf.
Lina myr hatte eine sehr reiche Flora und Vogelfauna. In einer im Jahr 1940 aufgestellten Rangordnung der schwedischen Vogelgewässer rangierte das Gebiet unter den ersten acht Plätzen.
Zählungen in den 1930er und 1940er Jahren ergaben, dass ungefähr 100 verschiedene Vogelarten im Moor und dessen unmittelbarer Umgebung brüteten und dass sich 57 verschiedene Vogelarten regelmäßig in dem Gebiet aufhielten.
Insbesondere brüteten dort Schafstelze, Lachmöwe, Löffelente, Kiebitz, Kampfläufer, Rotschenkel, großer Brachvogel, Wachtelkönig, Tüpfelsumpfhuhn, Neuntöter, Halsbandschnäpper, Schwarzspecht und Kuckuck.
Regelmäßig, aber in kleinerer Anzahl brüteten auch Trauerseeschwalbe, Uferschnepfe, Zwergmöwe, Wendehals, Ziegenmelker und Rohrweihe. Heute ist die Mehrzahl der Brutvögel im zusammen mit dem Feuchtgebiet verschwunden. Doch brüten beispielsweise immer noch Exemplare des großen Brachvogels und des Wachtelkönigs in dem Gebiet.